# Parque nacional de Ranomafana
El parque nacional de Ranomafana se localiza al sudeste de Madagascar en la provincia de Fianarantsoa. Tiene más de 41 600 ha de bosque húmedo, el parque es el hábitat de un buen número de especies raras de flora y fauna como los lémures. El parque fue establecido en 1991 con el propósito conservar la diversidad única del ecosistema local y reducir la presión humana sobre las áreas protegidas.
El parque nacional de Ranomafana forma parte de la denominación Pluviselvas de Atsinanana elegida como Patrimonio de la Humanidad por la Unesco en 2007. Desde 2010 también se incluye en la lista Patrimonio de la Humanidad en peligro.

## Investigaciones
La flora y fauna de este parque nacional se han sometido a estudios científicos intensivos. Varios estudios científicos se han publicado